# Chailland
Chailland ist eine französische Gemeinde mit 1.173 Einwohnern (Stand: 1. Januar 2022) im Département Mayenne in der Region Pays de la Loire; sie gehört zum Arrondissement Mayenne und zum Kanton Ernée. Die Einwohner heißen Chaillandais.

## Geographie
Chailland liegt etwa 18 Kilometer nordnordwestlich von Laval an der Ernée. Umgeben wird Chailland von den Nachbargemeinden Montenay im Norden, Placé im Nordosten, La Bigottière im Osten, Saint-Germain-le-Guillaume im Osten und Südosten, Andouillé im Südosten, La Baconnière im Süden sowie Saint-Hilaire-du-Maine im Westen.

## Bevölkerungsentwicklung
| Jahr                       | 1962 | 1968 | 1975 | 1982 | 1990 | 1999 | 2006 | 2019 |
| Einwohner                  | 1280 | 1117 | 1073 | 1069 | 1067 | 1136 | 1143 | 1155 |
| Quellen: Cassini und INSEE |      |      |      |      |      |      |      |      |

## Gemeindepartnerschaft
Seit 1990 besteht eine Partnerschaft mit der Marktgemeinde Sulzberg im bayerischen Landkreis Oberallgäu.

## Sehenswürdigkeiten
- Kirche Notre-Dame aus dem 19. Jahrhundert

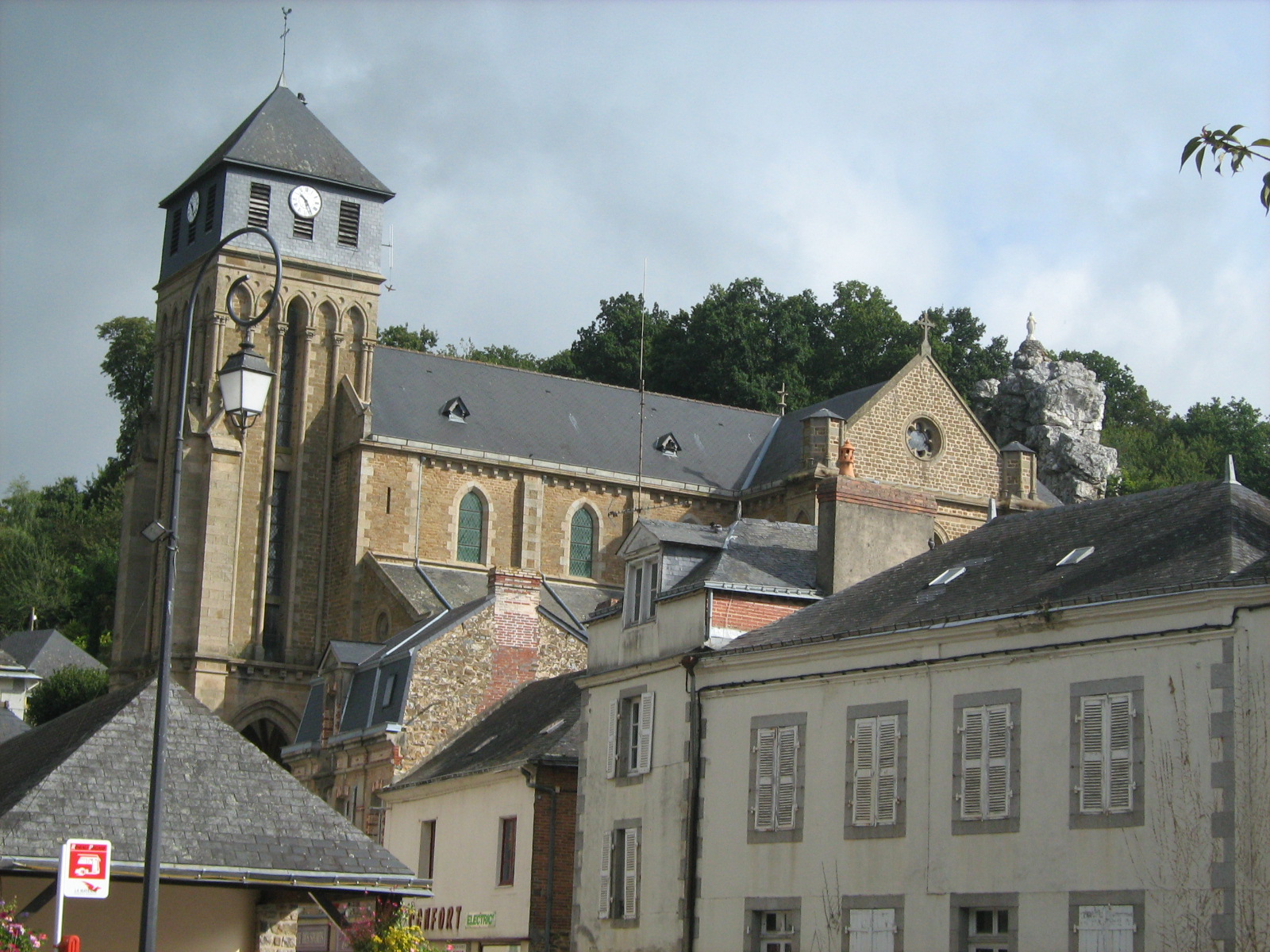
Kirche Notre-Dame

- Kapelle Saint-Nathanaël
- Schloss Villeneuve
- Botanischer Garten